# Juanín García
Juanín García (pravo ime Juan García Lorenzana), španski rokometaš, * 28. avgust 1977, Léon.
Leta 2010 je na evropskem rokometnem prvenstvu s špansko reprezentanco osvojil 6. mesto.